# 阿尔 (夏朗德省)
阿尔（法語：Ars）是法国夏朗德省的一个市镇，属于科尼亚克区（Cognac）科尼亚克南县（Cognac-Sud）。该市镇总面积平方公里，2009年时的人口为人。

## 人口
阿尔人口变化图示
| 数据来源：INSEE |